# Arkadiusz (Jerszow)
Arkadiusz, imię świeckie Aleksandr Pawłowicz Jerszow (ur. 3 sierpnia?/15 sierpnia 1878 w Kungurze, zm. 3 listopada 1937 w Nowosybirsku lub 1938 w Marińsku) – rosyjski biskup prawosławny, święty nowomęczennik.

## Życiorys
W 1901 ukończył seminarium duchowne w Permie. Następnie podjął studia na Uniwersytecie Warszawskim, które kontynuował w Petersburgu, nigdy jednak nie uzyskał dyplomu uniwersyteckiego. W 1902, po zawarciu związku małżeńskiego, został wyświęcony na kapłana i do 1915 służył w różnych parafiach w eparchii permskiej i kungurskiej. Od 1913 do 1915 był dziekanem dekanatu krasnoufimskiego. W 1916 został wyznaczony na kapelana 302. lazaretu Czerwonego Krzyża i był do 1917 kapelanem wojskowym. Ze służby tej został wycofany z powodu złego stanu zdrowia. Do 1919 ponownie służył we wsi Stiefanowskoje. W 1918 zmarła jego żona. Od 1919 do 1920 służył w cerkwi Wszystkich Świętych w Kungurze. W 1920 został aresztowany i spędził cztery miesiące w więzieniu w Swierdłowsku.
Po zwolnieniu wrócił do pracy duszpasterskiej w cerkwi Wszystkich Świętych w Kungurze, jako protoprezbiter. Zwalczał wpływy Żywej Cerkwi; w lipcu 1923 stanął na czele eparchialnej rady duchownych i świeckich przeciwstawiających się odnowicielstwu. Rada zwróciła się do patriarchy moskiewskiego i całej Rusi Tichona z prośbą o nominowanie nowego biskupa permskiego, przy czym, gdyby brakowało kandydatów wśród już wyświęconych biskupów, by chirotonię biskupią mógł przyjąć ks. Aleksandr Jerszow. W 1924 patriarcha uznał ks. Jerszowa za najlepszego kandydata na biskupa permskiego. 22 marca 1924 duchowny złożył wieczyste śluby mnisze przed archimandrytą Anempodystem (Aleksiejewem), w Monasterze Dońskim. Następnie został podniesiony do godności archimandryty. 30 marca 1924 został wyświęcony na biskupa kungurskiego, wikariusza eparchii permskiej i solikamskiej. Biskup Arkadiusz wrócił do Kunguru i podjął działalność duszpasterską. Nabożeństwa odprawiał również w Swierdłowsku, Niżnym Tagile i Wierchoturiu. W tym samym roku został ponownie aresztowany. W więzieniu podpisał zobowiązanie do współpracy z GPU, jednak w kolejnych latach zerwał ją.
Po wystąpieniu grigoriewców poparł stanowisko locum tenens Patriarchatu Moskiewskiego metropolity moskiewskiego Sergiusza w kwestii lojalności Cerkwi wobec władz radzieckich. Od 1924 do 1927 był locum tenens eparchii permskiej, zaś od 1925 do 1927 – także swierdłowskiej. W 1925 został biskupem kungurskim, ordynariuszem nowo powstałej eparchii. W lipcu 1927 na krótko aresztowany. Następnie od 1927 do 1929 był locum tenens eparchii swierdłowskiej z tytułem biskupa ałatyrskiego.
Od 1929 do 1930 był biskupem omskim, następnie przez rok – czeboksarskim. Następnie od listopada do grudnia 1931 był ordynariuszem eparchii swierdłowskiej i irbickiej. W grudniu 1931 aresztowany w Swierdłowsku, został przewieziony do Omska, a następnie skazany na zsyłkę do Kazachstanu za „prowadzenie agitacji kontrrewolucyjnej”. Do 1935 przebywał na zsyłce w Szawłowsku.
W 1935 wrócił do Swierdłowska, jednak nie podjął na nowo działalności duszpasterskiej. We wrześniu tego roku, pięć miesięcy po zakończeniu zsyłki, został aresztowany ponownie. Według różnych źródeł w 1936 lub 1937 został skazany na pięć lub osiem lat łagru. Na temat dalszych losów hierarchy istnieją różne wersje: według jednej z nich zmarł w łagrze w Kraju Krasnojarskim, według innej w 1936 został oskarżony o prowadzenie agitacji antyradzieckiej wśród osadzonych w obozie, skazany na śmierć i rozstrzelany.
W 2000 kanonizowany jako jeden z Soboru Świętych Nowomęczenników i Wyznawców Rosyjskich.